# Liste der Kulturgüter in Bex
Die Liste der Kulturgüter in Bex enthält alle Objekte in der Gemeinde Bex im Kanton Waadt, die gemäss der Haager Konvention zum Schutz von Kulturgut bei bewaffneten Konflikten, dem Bundesgesetz vom 20. Juni 2014 über den Schutz der Kulturgüter bei bewaffneten Konflikten sowie der Verordnung vom 29. Oktober 2014 über den Schutz der Kulturgüter bei bewaffneten Konflikten unter Schutz stehen.
Objekte der Kategorien A und B sind vollständig in der Liste enthalten, Objekte der Kategorie C fehlen zurzeit (Stand: 1. Januar 2023).

## Kulturgüter
| Foto | | Objekt | Kat. | Typ | Standort                                  | Beschreibung                                                                                    |
| ---- | --- | --- | ---- | --- | ----------------------------------------- | ----------------------------------------------------------------------------------------------- |
| ja   | Datei hochladen · Wikidata zu Salzbergwerk (Q665384)                                                                            | Salzbergwerk / Complexe salifère: Le Bévieux et Le Bouillet KGS-Nr.: 05945 | A    | G   | Route de Gryon 29 568435 / 123345         |                                                                                                 |
| ja   | Datei hochladen · Wikidata zu Glockenturm (Q18031584)                                                                           | Reformierte Kirche / Temple KGS-Nr.: 05946 | A    | G   | Rue Centrale 1 567124 / 122291            |                                                                                                 |
| ja   | Datei hochladen · Wikidata zu Festungsanlage Arzillier (Q3078486)                                                               | Festungsanlage Arzillier / Fortifications de l’Arzillier KGS-Nr.: 05948 | A    | G   | 566720 / 119250                           |                                                                                                 |
| ja   | Datei hochladen · Wikidata zu Rhonebrücke (Saint-Maurice) (Q3397631)                                                            | Rhonebrücke / Pont sur le Rhône KGS-Nr.: 10498 | A    | G   | Route de Saint-Maurice 566433 / 119214    | Objekt liegt hälftig auf dem Gemeindegebiet von Saint-Maurice (KGS-Nr. 10365) im Kanton Wallis. |
| ja   | Datei hochladen · Wikidata zu Bahnhof Bex (Q12174783)                                                                           | Bahnhof SBB / Gare CFF KGS-Nr.: 05949 | B    | G   | Avenue de la Gare 66–68 566231 / 122318   |                                                                                                 |
| ja   | Datei hochladen · Wikidata zu Hôtel de ville (Q29890542)                                                                        | Rathaus / Hôtel de Ville KGS-Nr.: 05950 | B    | G   | Rue Centrale 8 567232 / 122282            |                                                                                                 |
| ja   | Datei hochladen · Wikidata zu Ehemaliges Haus des Salinendirektors (Q29890549)                                                  | Ehemaliges Haus des Salinendirektors / Ancienne maison du directeur des salines KGS-Nr.: 05951                                                                                | B    | G   | Route des Dévens 6 567520 / 124385        |                                                                                                 |
| ja   | Datei hochladen · Wikidata zu Alpengarten von Pont de Nant "La Thomasia" (Q27479819)                                            | Alpengarten «La Thomasia» / Jardin alpin «La Thomasia» KGS-Nr.: 10572 | B    | S   | Pont de Nant 574709 / 122285              |                                                                                                 |
| ja   | Datei hochladen · Wikidata zu Museum des Salzbergwerks von Bex (Q27479820)                                                      | Museum des Salzbergwerks Bex / Musée de la mine de sel de Bex KGS-Nr.: 10671                                                                                                  | B    | S   | Route des Mines de Sel 53 568241 / 125243 |                                                                                                 |
| ja   | Datei hochladen · Wikidata zu "Graues Haus" des Naturforschers Emmanuel Thomas (Q29890545)                                      | «Graues Haus» des Naturforschers Emmanuel Thomas / «Maison grise» du naturaliste Emmanuel Thomas KGS-Nr.: 14564                                                               | B    | G   | Route des Dévens 8a 567538 / 124317       |                                                                                                 |
| ja   | Datei hochladen · Wikidata zu "Rotes Haus" der Naturforscher Abraham und Emmanuel Thomas (Q29890547)                            | «Rotes Haus» der Naturforscher Abraham und Emmanuel Thomas / «Maison rouge» des naturalistes Abraham et Emmanuel Thomas KGS-Nr.: 14565                                        | B    | G   | Route des Dévens 8 567520 / 124327        |                                                                                                 |
| ja   | Datei hochladen · Wikidata zu Tour de Duin (Q3533327)                                                                           | Burgruine Duin / Ruines du château Duin KGS-Nr.: 14566 | B    | F   | Route de la Croix 8 567790 / 121183       |                                                                                                 |
| ja   | Datei hochladen · Wikidata zu Felsunterstand bei Les Mûriers, neolithische, bronzezeitliche und römische Besiedlung (Q29890527) | Mûriers, Abri der Jungsteinzeit, der Bronzezeit und der römischen Epoche / Mûriers, abri néolithique, de l’âge du bronze et de l’époque romaine KGS-Nr.: 14567                | B    | F   | Chemin des Mûriers 566640 / 120960        |                                                                                                 |
| ja   | Datei hochladen · Wikidata zu Haus (ehemalige Saline von Les Dévens) (Q29890550)                                                | Ehemalige Saline von Les Dévens: Herrenhaus und Bauernhaus, Landhaus und Brunnen / Ancienne saline des Dévens: maison de maître et paysanne, rural et fontaine KGS-Nr.: 14568 | B    | G   | Chemin de Pré-Meuran 2–4 567404 / 124345  |                                                                                                 |
| ja   | Datei hochladen · Wikidata zu Ehemalige Freie Kirche (Q29890533)                                                                | Ehemalige freie Kirche / Ancienne église libre KGS-Nr.: 14569 | B    | G   | Rue de Nagelin 26 567115 / 122149         |                                                                                                 |
| ja   | Datei hochladen · Wikidata zu Katholische Kirche (Q27856954)                                                                    | Katholische Kirche / Église catholique KGS-Nr.: 14570 | B    | G   | Rue de la Servanne 1 567171 / 121901      |                                                                                                 |
| ja   | Datei hochladen · Wikidata zu Schloss Feuillet mit seinem Park (Q29890535)                                                      | Schloss Feuillet und Park / Château Feuillet et parc KGS-Nr.: 14571 | B    | G   | Rue du Midi 3 567197 / 122180             |                                                                                                 |
| ja   | Datei hochladen · Wikidata zu Schloss Grenier, sein Nebengebäude und sein Park (Q29890537)                                      | Schloss Grenier und Park/Château Grenier et parc KGS-Nr.: 14572 | B    | G   | Route de Gryon 4–6 567852 / 122172        |                                                                                                 |